# George Grenville
George Grenville (n. 14 octombrie 1712 - d. 13 noiembrie 1770) a fost un politician britanic, prim ministru al Marii Britanii între anii 1763-1765.
1. 1 2 3 4 5 6 7 8 9 10 11 12  Kindred Britain
2. 1 2 3  The Peerage
3. ↑  Autoritatea BnF, accesat în 10 octombrie 2015
4. ↑  The History of Parliament